# Tartinette

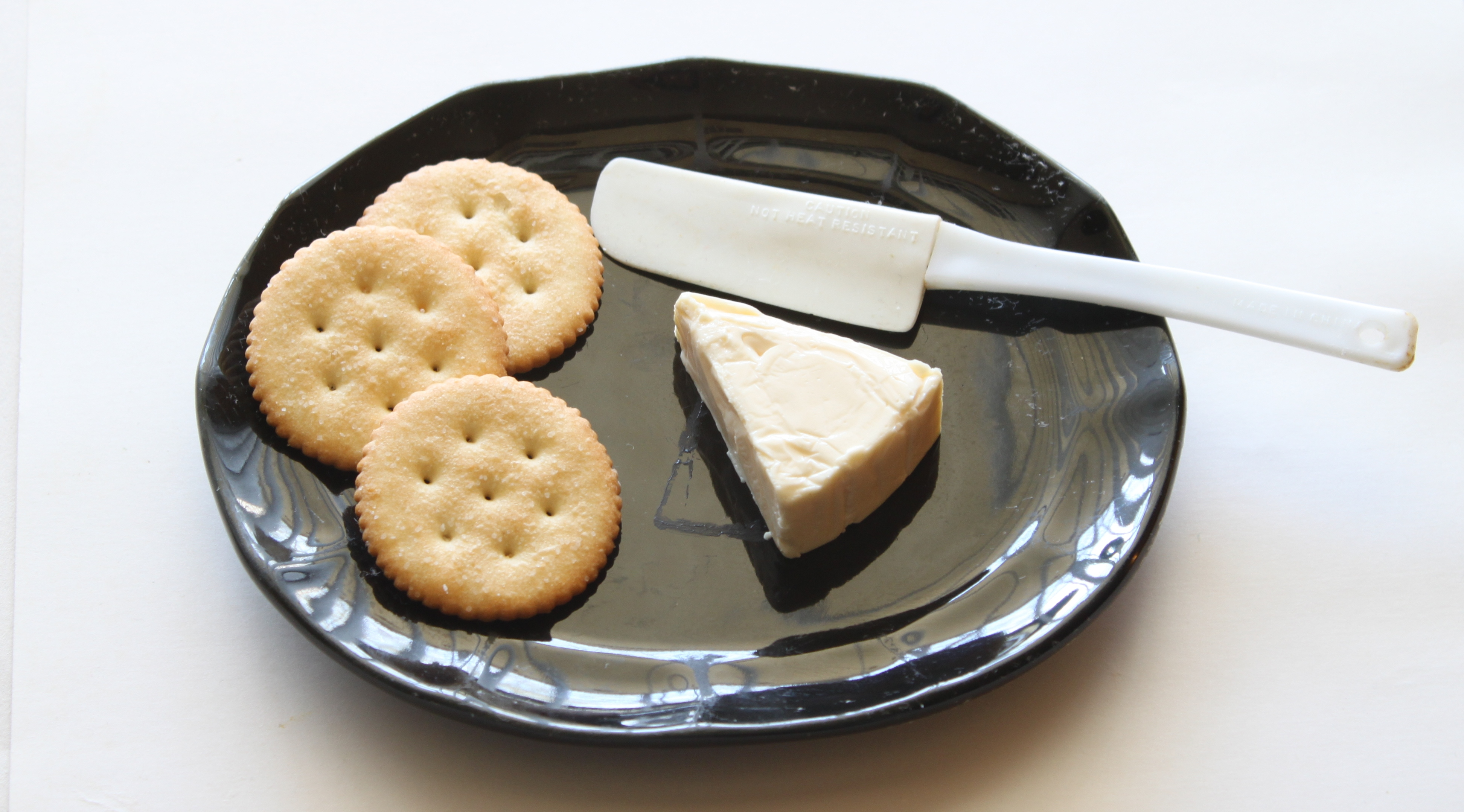
Fromage accompagné de crackers.

Pour les articles homonymes, voir Tartinette (homonymie).
 (septembre 2018).
Si vous disposez d'ouvrages ou d'articles de référence ou si vous connaissez des sites web de qualité traitant du thème abordé ici, merci de compléter l'article en donnant les références utiles à sa vérifiabilité et en les liant à la section « Notes et références ».
Les tartinettes sont des fromages à pâte fondue souvent enveloppés dans des triangles de feuille d'aluminium et vendus dans une boîte en carton.Interprétation abusive ? Il s'agit d'un produit d'origine suisse, à base d’emmental, qui a ensuite été repris par le fromager Bel, dans le Jura français. Le terme « tartinette » peut également désigner une petite pâtisserie, semblable à une tarte, qu’on garnit de petits fruits (généralement des myrtilles) et/ou de fruits secs (généralement des noix de pécan).

## Historique
En 1907, la société suisse Gerber invente une recette.[évasif]
En 1917, les frères Graf produisent à Dole-du-Jura (département français du Jura) la crème de gruyère aussi appelée Tartinette.  

## Marques
Quelques marques : La vache qui rit, Tigre, Bel paese, Duc de Savoie (essentiellement distribuée en Espagne), La Mère Picon (fabriqué en Savoie, a fermé).